# Lars Gustav Hellström
Lars Gustav Eskil Hellström, född 9 december 1915 i Norrköping, död 3 november 1988 i Malmö, var en svensk författare, översättare och radioman. Han översatte från engelska och (i mindre utsträckning) från tyska och franska. Under några år på 1950-talet arbetade Hellström vid BBC i London, därefter som redaktör för Det bästa i Stockholm. Från 1971 och fram till pensioneringen arbetade Hellström vid Sveriges Radio samtidigt med att hans mest aktiva översättarperiod inföll.

## Böcker
- 1941 – Här på jorden, dikter (Seelig)
- 1947 – I stället för självporträtt, dikter (Bonnier)
- 1949 – Skuggans fånge, dikter (Bonnier)

## Översättningar (urval)
- 1948 – Christian Morgenstern: Visor i galgen (fria tolkningar efter Christian Morgenstern av Lars Gustav Hellström, illustrerad av Birger Lundquist) (Bonnier)
- 1952 – Kenneth Patchen: Brev till Gud och andra (A Letter to God) (Geber)
- 1952 – Henry Miller: Svart vår (Black Spring) (Geber)
- 1961 – Charles Dickens: Pickwick-klubben (Pickwick Papers) (Niloé)
- 1971 – George Jackson: Soledad Brother: brev från ett amerikanskt fängelse (Soledad Brother) (Pan/Norstedt)
- 1971 – Joan Didion: Lagt kort (Play it as it Lays) (Norstedt)
- 1973 – Arthur Koestler: Call-girls: en tragikomedi med prolog och epilog (The Call-Girls) (Norstedt)
- 1976 – Anne Sexton: Att bära en människa (Coeckelberghs)
- 1978 – Carmen Bernos de Gasztold: Djurens kör (Choral de bêtes) (Gummesson)
- 1979 – Vladimir Nabokov: Låt höra av dig, minne (Speak, Memory) (Forum)
- 1984 – Henry Green: Resa med förhinder (Party Going) (Forum)

## Priser och utmärkelser
- 1950 – Boklotteriets stipendiat
- 1956 – Boklotteriets stipendiat
- 1980 – Sveriges Författarfonds premium till personer för belöning av litterär förtjänst
- 1982 – Rabén & Sjögrens översättarpris